# 河路口镇
河路口镇，是中华人民共和国湖南省永州市江华瑶族自治县下辖的一个乡镇级行政单位。

## 行政区划
河路口镇下辖以下地区：
河路口社区、河路口村、腊面山村、白草云村、船岭脚村、尖山村、大干头村、新铺村、白沙塘村、岭脚村、秀鱼塘村、牛路村、林家村、老车村、财塘村、招礼村、拨干头村、倒水湾村和布里坪村。